# بهشت گمشده (مافیا)
بهشت گمشده (به انگلیسی: Lost Heaven) عنوان شهری خیالی در بازی مافیا واقع در ساحل شرقی ایالات متحده آمریکا است.